# فریکادله
فریکادله نوعی خوراک گوشتی است که در دانمارک تهیه می‌شود.